# Töreboda (gemeente)
Töreboda is een Zweedse gemeente in de provincie Västra Götalands län en had 9445 inwoners in 2004.

## Plaatsen
- Töreboda (plaats)
- Moholm
- Älgarås
- Fägre